# Сохей

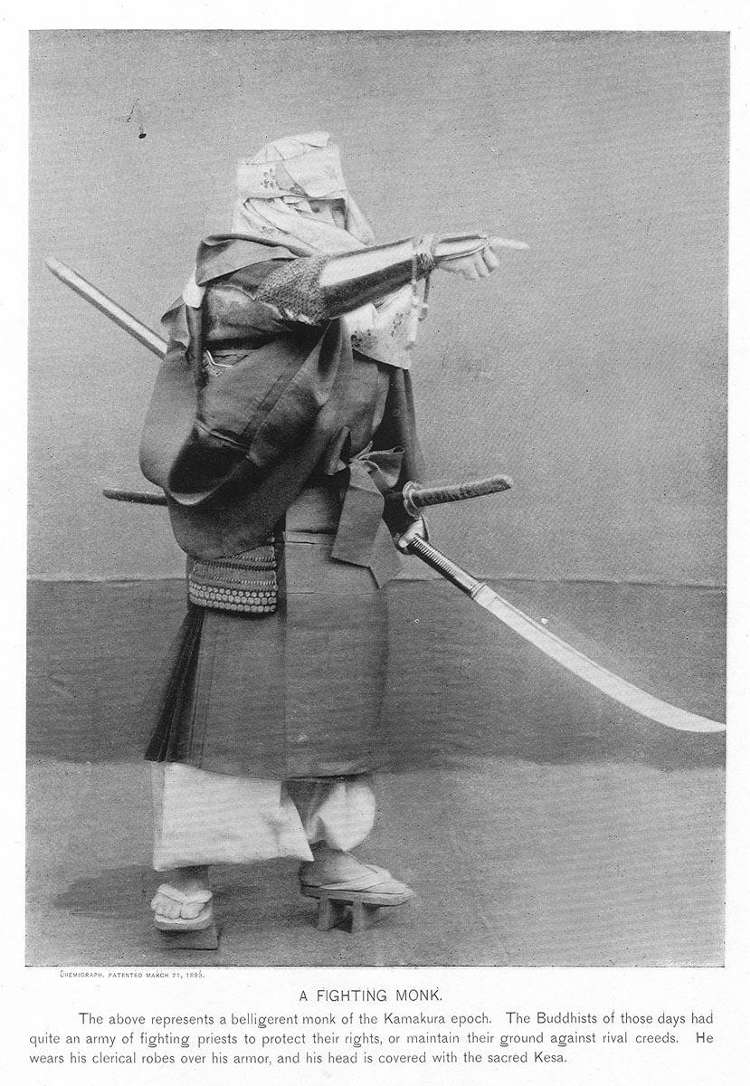
Монах-воїн з наґінатою.

Со́хей (яп. 僧兵, そうへい, МФА: [soːhei], «монах-воїн») — буддистські монахи-воїни в середньовічній Японії 9 — 16 століття. Належали до монастирів Кофукудзі, Енрякудзі, Тодайдзі та інших. Були майстрами бойових мистецтв. Брали участь у збройних конфліктах в Центральній Японії. Використовувалися керівництвом монастирів для здійснення політичного тиску на Імператорський двір Японії. Також брали участь в земельних суперечках зі світськими володарями або іншими монастирями. За дозволу монастирського керівництва служили найманцями в арміях регіональних володарів. Перестали існувати як явище в результаті воєн із об'єднувачами Японії — Одою Нобунаґою та Тойотомі Хідейосі. Також називалися акусо́ — «монахами-поганцями» (яп. 悪僧, あくそう, МФА: [akusoː]), через порушення монашої обітниці не вбивати.